# 佐々木ほのか
佐々木 ほのか（ささき ほのか、2006年1月30日 - ）は、日本の歌手、女優、グラビアアイドル。女性アイドルグループ・アップアップガールズ（2）の元メンバー。公式ニックネームはほーちゃん。同グループでのイメージカラーは赤（好きな色も赤）。
福岡県出身。血液型A型。YU-M エンターテインメント所属。

## 略歴
2010年
- 近所のお姉さんに誘われて、福岡を拠点とするアイドルユニット、青SHUN学園に加入。レッスンを行う。

2012年
- 青SHUN学園キッズとして活動を開始。

2014年
- 青SHUN学園 初等部に所属となる。

2015年
- 「モーニング娘。'16 『新世紀』オーディション」に応募するが、3次審査にて落選。

2016年
- 9月22日、青SHUN学園を卒業。
- 11月8日に開催が発表された「アップアップガールズ（2）オーディション」に応募。

2017年
- 上記オーディションにおいてメンバーには選出されなかったが、研修生としてレッスンを開始。この時点では研修生の存在は公表されていなかった。

2018年
- 4月21日、東京・新宿BLAZEで行われた『アップアップガールズ（2）1st LIVE #アプガ2サプライズ』で、中川千尋とともに追加メンバーとして加入することが発表された。

2019年
- 1月27日、福岡にて『かかって来なさい/OVER DRIVE』の凱旋リリースイベントを開催。

2020年
- 1月7日発売のシングル曲「世界で一番かわいいアイドル」にて初めて1人での落ちサビを担当。
- 5月15日 - 23日、『ミスいちご2021オーディション CHEERZ選考イベント』に参加。

2021年
- 4月26日発売の『週刊アスキー』にて同グループの島崎友莉亜と新生活について語る。

2022年
- 1月30日、『佐々木ほのか 16thBirthday! はっぴー！ほ〜ちゃんぱーてぃ〜』を表参道GROUNDにて開催。
- 3月7日、初ソロ曲「バラードなんていらない」が配信開始。
- 6月24日、『IDOL OF THE YEAR 2022』の予選ブロックを決める抽選会で、抽選ボックスからAブロックを引き当てる。

2023年
- 3月26日、『中川千尋&佐々木ほのか ちーほーアイランド』を表参道GROUNDにて開催。
- 6月26日発売の『週刊ヤングマガジン』30号（講談社）にて初グラビアが掲載。

2024年
- 1月30日、18歳の誕生日にソロシングル『夢見る18歳っ！』が配信リリース。収録曲は「ほーちゃんくい〜んだむっ！！」、「バラードなんていらない」を含んだ3曲。CD版は生誕イベントの会場と公式サイト限定で販売された。
- 3月11日発売の『週刊ヤングマガジン』15号（講談社）にて初めての表紙を飾る。
- 4月15日、中川千尋と『ほーちー6周年イベント』をLOFT HEAVENにて開催。
- 5月2日よりMBSラジオ「アッパレやってまーす!」の木曜日レギュラーとして出演。自身のコーナー「ほのかが読んでも笑えるネタコーナー略して【ほのネタ（仮）】」も1人で担当している。
- 8月9日、NTTドコモと超十代がタッグを組んだ2つの共創プロジェクト「ドコモドリーム 〜ドコモと夢を叶えますプロジェクト〜」の#ドコドリ選抜メンバーに選出される。
- 8月18日、BSフジ『VOICEアクト「17歳のビオトープ」』に出演。
- 10月4日、舞台版『VOICEアクト「17歳のビオトープ」〜生きる意味って何ですか？〜』に出演。

2025年
- 2月7日、同年4月26日より開催される『にきちゃんの春ツアー2025〜my own color, my own dream〜』をもってグループを卒業することを発表。同ツアーの千秋楽である6月15日恵比寿LIQUIDROOMで開催されるライブがアイドルとして活動する最後になる。
- 3月26日、『超十代 -ULTRA TEENS FES- 2025 10th Anniversary presented by docomo』に出演。
- 4月21日、同期の中川千尋と『♡ほーちーことしでラッキーセブン♡』を渋谷LOFT HEAVENにて開催。
- 4月29日、4曲目となるソロ楽曲「rainbow☆road」を配信リリース。この日は『にきちゃんの春ツアー2025〜my own color, my own dream〜』の福岡DRUM SONで開催された自身の凱旋公演当日でもあった。
- 6月2日、ヤングキングBULLにて表紙・巻頭グラビアを飾る。同グループの鍛治島彩も巻末グラビアを担当。
- 6月15日、『にきちゃんの春ツアー2025ふぁいなる〜my own color, my own dream〜 ーにきちゃんほーちゃん大行進ー』にて所属していたアップアップガールズ（2）から卒業。
- 6月23日(月)発売ヤングマガジン30号にて、表紙・巻頭グラビアを飾る。グループ卒業後初のグラビア掲載となる。

## 人物
- 兄がいる[4]。
- 特技はダンス・空手(黒帯)・そば打ち[1]。
  - 年少のころより手話ダンスでステージに立っていた[2]。
  - 小学1年生から6年生まで空手を習っていた。全空連少年部初段。

## 出演

### テレビ
- ワイドナショー（2022年8月14日、フジテレビ） - 「ワイドナティーン」として出演[27]
- VOICEアクト「17歳のビオトープ」（2024年8月18日 - 9月29日、BSフジ、全9回） - 一ノ瀬詩織 役
- ミュージックブレイク（2025年6月10日 - 27日、テレビ東京） - ヤンマガ激推しガールとして出演[28]

### ラジオ
- アッパレやってまーす!木曜日（2024年5月2日 - 、MBSラジオ）[29]

### 舞台
- VOICEアクト「17歳のビオトープ」〜生きる意味って何ですか？〜（2024年10月3日・4日、座・高円寺2、各日2公演・全4公演[注 1]） - 一ノ瀬詩織 役[20][21]

### 配信
- 331【アップアップフィルム】（2021年4月26日、YouTube upupgirlsofficial） - 心遥 役[31]
- Webtoon『シンデレラコンプレックス』（2022年11月15日、TikTokショートドラマ）[32][33]

### ミュージック・ビデオ
- 舟津真翔「魔法のコトバ」（2025年5月30日） - ほのか 役[34]

### イベント
- 佐々木ほのか14歳バースデー記念！初めてトークショーし・ち・ゃ・う・も・ん（2020年1月30日、ハロー!プロジェクトオフィシャルショップ秋葉原店）[35]

## 作品

### シングル
|   | 開始日         | タイトル       | 備考                 |
| - | -------------- | -------------- | -------------------- |
| 1 | 2024年 1月28日 | 夢見る18歳っ！ | - LIVE会場限定販売CD |

### 配信シングル
|    | 開始日         | タイトル               | 備考 |
| -- | -------------- | ---------------------- | --- |
| 1  | 2022年 3月 7日 | バラードなんていらない | - アプガ2 10週連続リリース企画第1弾。 - 佐々木ほのか初ソロ曲。                                                             |
| 2  | 2024年 1月30日 | 夢見る18歳っ！         | - 3曲配信。収録曲は、「夢見る18歳っ！」、「ほーちゃんくい〜んだむっ！！」、「バラードなんていらない」                      |
| ３ | 2025年 4月29日 | rainbow☆road           | - 作詞：保村真咲（GOLDTAIL）/佐々木ほのか 作曲：michitomo 編曲：田中希（GOLDTAIL） Music produced by michitomo（GOLDTAIL） |

## 書籍

### デジタル写真集
- NEXT推しガール！①（2023年10月20日、講談社［ヤンマガデジタル写真集］、撮影：カノウリョウマ）[38]
- NEXT推しガール！②（2023年10月20日、講談社［ヤンマガデジタル写真集］、撮影：カノウリョウマ）[39]
- NEXT推しガール！③（2023年10月20日、講談社［ヤンマガデジタル写真集］、撮影：カノウリョウマ）[40]
- NEXT推しガール！④（2023年10月20日、講談社［ヤンマガデジタル写真集］、撮影：カノウリョウマ）[41]
- NEXT推しガール！①〜④ 【140P完全版】（2023年10月20日、講談社［ヤンマガデジタル写真集］、撮影：カノウリョウマ）[42]
- 旅立ちの前に（2024年1月22日、集英社［週プレ PHOTO BOOK］、撮影：佐藤佑一）[43]
- ヤンマガアザーっす！＜YM2023年52号未公開カット＞（2024年2月9日、講談社［ヤンマガデジタル写真集］、撮影：熊谷貫）[44]
- ヤンマガアザーっす！＜YM2024年15号未公開カット＞（2024年5月17日、講談社［ヤンマガデジタル写真集］、撮影：熊谷貫）[45]
- 大人への大冒険。（2024年6月17日、集英社［週プレ PHOTO BOOK］、撮影：藤本和典）[46]
- ヤンマガアザーっす！＜YM2024年30号未公開カット＞（2024年8月23日、講談社［ヤンマガデジタル写真集］、撮影：前康輔）[47]
- 淡いトキメキ vol.1･2･3（2024年11月8日、講談社［FRIDAYデジタル写真集］、撮影：大藪達也）[48][49][50]
- ヤンマガアザーっす！＜YM2024年48号未公開カット＞（2025年1月24日、講談社［ヤンマガデジタル写真集］、撮影：カノウリョウマ）共演：桑島海空[51]
- My Secret Angel（2025年1月30日、ワニブックス［ワニブックスデジタル写真集］、撮影：鈴木ゴータ）[52]
- 青春のはじまり。（2025年2月7日、ワン・パブリッシング［BOMBデジタル写真集］、撮影：矢西誠二）[53]
- かわいさレベチです！！（2025年4月26日、双葉社［漫画アクションデジタル写真集］、撮影：HIROKAZU）[54]
- ほのかと僕のとくべつ時間（2025年5月1日(木)、秋田書店［ヤングチャンピオンデジグラ］、撮影：東京祐）[55]